# بدفورد (حوزه سرشماری)، نیویورک
بدفورد (به انگلیسی: Bedford) یک منطقهٔ مسکونی در ایالات متحده آمریکا است که در شهرستان وستچستر، نیویورک واقع شده‌است. بدفورد ۹٫۲ کیلومتر مربع مساحت و در سرشماری سال ۲۰۱۰ در آمریکا ۱۷،۳۳۵ نفر جمعیت داشته است و ۱۱۵ متر بالاتر از سطح دریا واقع شده‌است.